# Logóteta dos militares
O logóteta dos militares (em grego: λογοθέτης τοῦ στρατιωτικοῦ; romaniz.: logothetēs toū stratiōtikou) foi um oficial imperial bizantino encarregado de pagar e provisionar o exército bizantino. Este direito foi exercido inicialmente pela prefeitura pretoriana, mas o cofre militar (em grego: το στρατιωτικόν; romaniz.: to stratiōtikon) foi eventualmente removido e formou um logotésio separado. O primeiro logóteta dos militares atestado foi Juliano, o "mais glorioso hípato e patrício" em 680. O ofício desapareceu após 1088.
A exata esfera de deveres do logóteta é um tanto obscuro. A única evidência direta para com suas funções vem do Sobre as Cerimônias do século X do imperador Constantino VII Porfirogênito (r. 913–959), de acordo com o qual ele supervisionou a imposição e isenção de impostos sobre as famílias de soldados. Sabe-se que pelo século XI, ele exerceu algumas funções judiciais. Vários estudiosos (notavelmente E. Stein) argumentaram que o logóteta dos militares supervisionou assuntos militares em geral, tais como a cobrança das tropas, construção de fortificações e o total das despesas militares. Esta hipótese, contudo, não pode ser provada.

## Subordinados oficiais
Os subordinados do logóteta dos militares eram:
- Os cartulários do secreto (em grego: χαρτουλάριοι τοῦ σεκρέτου; romaniz.: chartoularioi [megaloi] tou sekretou), os oficiais seniores subalternos do departamento.[1]
- Os cartulários dos temas (em grego: τῶν θεμάτων) e das tagmas (em grego: τῶν ταγμάτων), supervisionando os assuntos financeiros das tropas temáticas e dos tagmata imperial, respectivamente.[1]
- Alguns legatários (em grego: λεγατάριοι; romaniz.: legatárioi), cuja função exata é desconhecida.[3][4]
- Os optiones (em grego: ὀπτίονες; do latim optio), oficiais responsáveis pela distribuição do pagamento das tropas.[3]
- Alguns cancelários (kankellarioi) sob um protocancelário (protokankellarios).[3]
- Alguns mandadores ("mensageiros").[3]